# Kaveh Rezaei
Kaveh Rezaei (persan : کاوه رضایی) est né le 5 avril 1992 à Eslamabad-e Gharb (en) en Iran, est un footballeur international iranien d’origine kurde. Il évolue au poste d'attaquant au Tractor SC.

## Biographie

### Carrière en club
Il participe à la Ligue des champions d'Asie avec les clubs de Zob Ahan et de l'Esteghlal Téhéran (16 matchs, 8 buts).
En juillet 2017, il est transféré au Sporting de Charleroi. Chez les Carolos, il s'impose rapidement en attaque et contribue au bon début de saison de ses nouvelles couleurs.
Le 9 août 2018, il prolonge son contrat qui le lie au Sporting de Charleroi jusqu'en 2023.
Le 22 août 2018, malgré la prolongation de son contrat avec le Sporting de Charleroi, il s'engage pour quatre saisons et contre 5 millions  d'euros avec le Club Bruges.
Sa première saison dans la Venise du Nord n'est pas réussite, l'attaquant ne jouant que 13 matches toutes compétitions confondues pour 1 seul but inscrit. Cette mauvaise saison est toutefois marquée par de nombreuses blessures.
Le 27 août 2019, Le FC Bruges prête l'iranien sans option d'achat à son précédent club, le Sporting de Charleroi dans le but de relancer l'attaquant.
Depuis son retour chez les Carolos, l'attaquant retrouve son meilleur niveau.
A la fin de la saison 2019-2020, il retourne à Bruges, le prêt à Charleroi n'incluant pas d'option d'achat.  Cependant, l'iranien n'entre toujours pas dans les plans de Philippe Clement, l'entraîneur de Bruges.
Il est de nouveau prêté pour une saison sans option d'achat au Sporting de Charleroi le 31 juillet 2020.

### Carrière en équipe nationale
Il joue son premier match en équipe d'Iran, le 8 septembre 2015, contre l'Inde. Ce match gagné 0-3 rentre dans le cadre des éliminatoires du mondial 2018. Non-repris pendant presque deux ans par la suite, il fait son retour en équipe nationale en septembre 2017 et prend part aux matches amicaux de sa sélection, déjà qualifiée pour la Coupe du monde 2018.
Le 17 mars 2018, il marque son premier but face à la Sierra Leone.
Il n'est malheureusement pas sélectionné pour la Coupe du monde 2018, où l'Iran ne sortira pas de la phase de groupes.

### Vie privée
Depuis mai 2017, Kaveh Rezaei est marié à l'athlète Farnoush Cheikhi (en) qui joue centrale au Charleroi Volley et dans l'équipe d'Iran féminine de volley-ball. Leur cérémonie de mariage a eu lieu en juillet 2018 à Kermanchah. Le beau-père de Kaveh Rezaei, le steward Fereydoun Cheikhi, décède dans un accident d'avion, le 14 janvier 2019.   
Enfant, son modèle était Thierry Henry, le footballeur d'Arsenal. Il est un bon ami de Mehdi Rahmati, Bakhtiar Rahmani et Soroush Rafiei (en). Son acteur préféré est Navid Mohammadzadeh et il parle persan et kurde couramment.

## Palmarès
- Vainqueur de la Coupe d'Iran en 2015 et 2016 avec le Zob Ahan